# Anthias cyprinoides
Anthias cyprinoides is een  straalvinnige vissensoort uit de familie van zaag- of zeebaarzen (Serranidae). De wetenschappelijke naam van de soort werd voor het eerst geldig gepubliceerd in 1986 door Katayama & Amaoka.